# سید ابوالقاسم لاهیجی
آیت‌الله سید ابوالقاسم لاهیجی، از مشاهیر لاهیجان و از عالمان قرن سیزدهم هجری است.

## استادان
او از شاگردان برجسته سید علی طباطبایی (صاحب ریاض) بود و به دریافت اجتهاد با اجازه از استادش در سال ۱۲۳۰ق نایل شد.

## شاگردان
میرمحمدعلی شهرستانی از شاگردان سید ابوالقاسم لاهیجی است.

## تالیفات
از آثار او ریاض‌المؤمنین فی احوال المعصومین (ع)، است که در سال ۱۲۶۹ق تألیف شده است. 